# Cal Rosas de Linya
Cal Rosas de Linya és una masia de Navès (Solsonès) inclosa a l'Inventari del Patrimoni Arquitectònic de Catalunya.

## Descripció
Masia de planta rectangular, teulada a dues vessants i orientada nord - sud. Molt reformada. La porta actual està a la cara sud, de construcció actual, amb una escala exterior. A la cara est, grans arcades d'arc de mig punt i adovellades, però tapiades. Resten algunes finestres amb llinda de pedra i decoració plateresca. La porta primitiva està a la cara est, d'arc de mig punt i amb grosses dovelles, amb una gran arcada d'entrada. El sòl és de pedra i la planta baixa amb volta. Paraments de carreus irregulars.

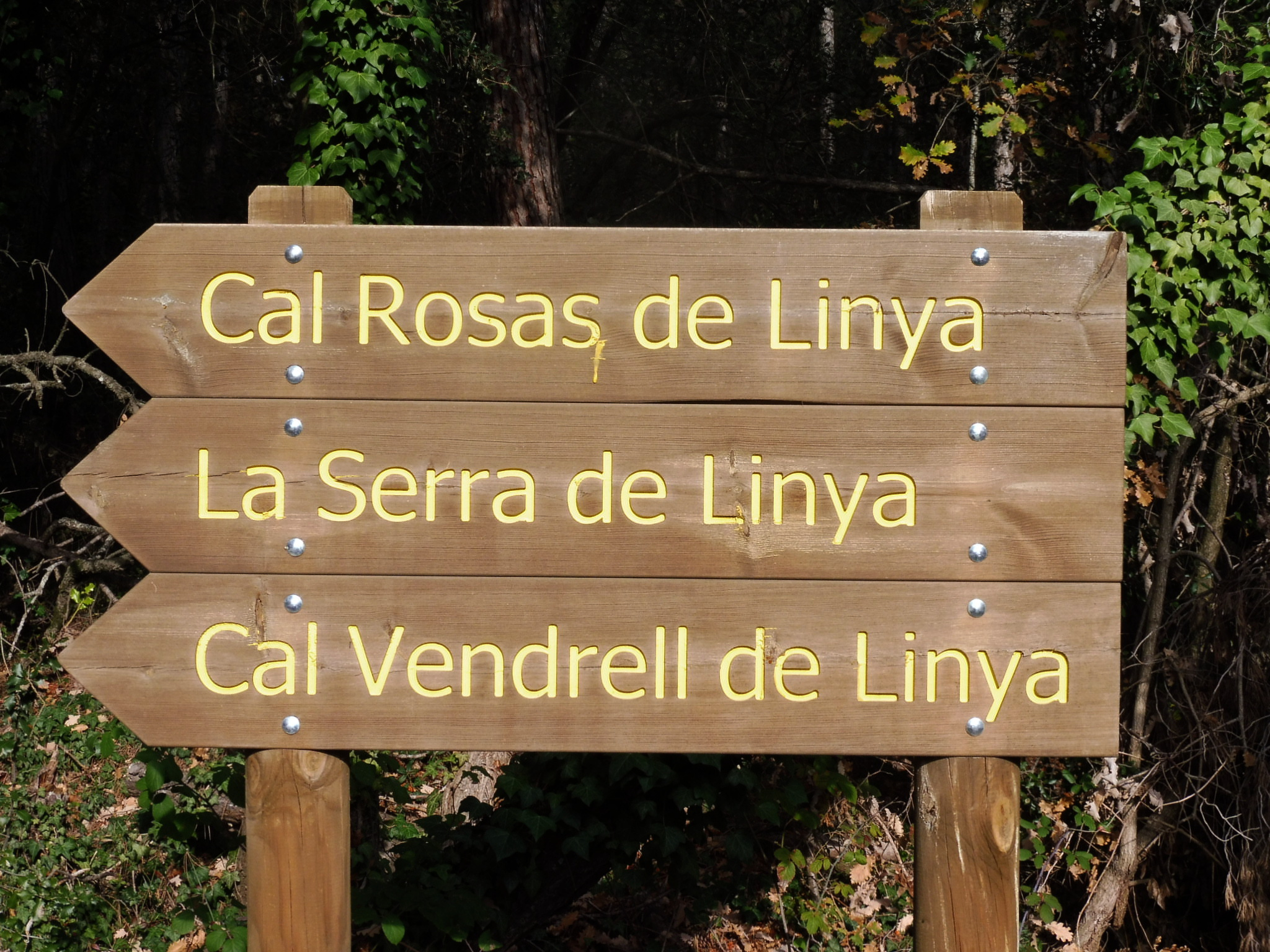
Cartell indicador

## Història
Es tenen notícies documentals de la masia de Cal Rosas, antigament conoguda com mas Martí, des del segle xiii, moment en què pertanyia al vescomtat de Cardona. L'any 1504, era castlà en Pere del Brull, senyor de Clariana i va fer un establiment en emfiteusi de terres que confrontaven amb Duocastella, Anglerill, el camí que va de Linya a Berga i el cingle que hi ha sota el castell. L'església que és d'origen romànic, estava dedicada a Sant Martí i es troba a prop de la masia de Cal Rosas.